# Franz Riemer (Musiker)
Franz Riemer (* 20. Dezember 1953 in Bamberg) ist ein deutscher Musikpädagoge.

## Leben und Wirken
Riemer studierte Schulmusik mit den Schwerpunkten Komponieren und Dirigieren an der Hochschule für Musik Detmold sowie Musikwissenschaft mit Geschichte und Kunstgeschichte an der Freien Universität Berlin. Dort promovierte er 1988 mit einer musikhistorischen Arbeit.
Vor der Promotion arbeitete Riemer als Lehrer an einer allgemeinbildenden Schule und einer Musikschule und war als freischaffender Komponist und Chorleiter sowie freiberuflich beim Sender RIAS in Berlin tätig.
Ab 1983 war er Lehrbeauftragter an der Technischen Universität Braunschweig und leitete dort das Universitätsorchester und den Universitätschor bis 2008. Ihm wurde der Titel „Universitätsmusikdirektor“ verliehen, daneben wurde er zum Honorarprofessor bestellt.
Nach seiner Promotion leitete Riemer ab 1988 den Fachbereich Musik der Bundesakademie für Kulturelle Bildung Wolfenbüttel. 1990 wurde er stellvertretender Direktor der Bundesakademie. Von 1998 bis zu seiner Pensionierung 2022 war er Universitätsprofessor für Musik und ihre Didaktik an der Hochschule für Musik, Theater und Medien Hannover, deren Vizepräsident er von 2007 bis 2011 war. Von 2006 bis 2011 und von 2013 bis 2015 war er Direktor des Instituts für Musikpädagogische Forschung.
2011 bis 2017 war er Präsident des Landesmusikrates Niedersachsen und ist nunmehr dessen Ehrenpräsident. Er ist Vorsitzender des Programmbeirats von Deutschlandradio Kultur.

## Auszeichnungen
- Niedersächsisches Verdienstkreuz 1. Klasse (2024)

## Werke
- Franz Riemer: Das deutsche Madrigal im 20. Jahrhundert, Diss. Berlin 1988
- Franz Riemer: Chorklassen in Niedersachsen: Konzeption, Erfahrungsbericht, Handreichung, Institut für Musikpädagogische Forschung der Hochschule für Musik und Theater Hannover, 2005
- Franz Riemer (Hrsg.): Musik fürs Auge: Ein Jahrzehnt Forschung zu (Klavier-)Musik auf dem Bildschirm. Aufsätze von Klaus-Ernst Behne, Institut für Musikpädagogische Forschung der Hochschule für Musik und Theater Hannover, 2010
- Franz Riemer (Hrsg.) mit Friedrich Kampe und Jürgen Oberschmidt: Vielfalt neuer Wege. Bericht vom ersten Niedersächsischen Landeskongress Musikunterricht, Institut für Musikpädagogische Forschung der Hochschule für Musik und Theater Hannover, 2014
- Andrea Welte und Franz Riemer: Agnes trifft Guido. Relative Solmisation in musikalischer Bildung, Hannover 2021